# Col d'Aubisque
Le col d'Aubisque est un col de montagne routier des Pyrénées centrales françaises, situé à 1 709 mètres, à une quarantaine de kilomètres (à vol d'oiseau) au sud-ouest de Tarbes et sud-est de Pau dans le département des Pyrénées-Atlantiques, en région Nouvelle-Aquitaine. Il est emprunté par la route des cols. Il est dominé au sud par le pic de Ger (2 613 mètres). Il est situé sur la commune de Béost.
Il est en général fermé à la circulation début décembre et rouvert début mai.

## Toponymie
Le nom du col viendrait du gascon aubisque qui signifie « fétuque » (Scleropa rigida) et définirait un lieu où poussent les fétuques.

## Géographie
Épaulé par le col du Soulor à l'est, il permet de relier la vallée d'Ossau (Arudy / Laruns / Gourette) à l'ouest et celle du gave de Pau à l'est (Argelès-Gazost) par la route en corniche qui traverse le cirque du Litor, dans la partie supérieure de la vallée de l'Ouzom, la D 918. Par son versant septentrional, il permet de rejoindre, à pied, par une crête large, le Soum de Grum (1 870 m) et la crête d'Andreyt. Par son versant méridional, il est relié aux cols de Casteix et d'Arbaze sous la Géougue de Tortes (1 945 m).
La route est fermée durant la période des neiges, de fin octobre à la mi-mai. C'est surtout la partie qui descend vers l'est pour rejoindre le col du Soulor qui est souvent recouverte par d'énormes quantité de neige venant des avalanches.

## Histoire
La route du col d'Aubisque est une route thermale, construite grâce à l'impératrice Eugénie, femme de Napoléon III, qui souhaite pouvoir relier les Eaux-Bonnes à la vallée d'Argelès et à ses différentes villes thermales qu'elle aide à promouvoir par ses nombreux voyages. Cette route thermale no 3 est terminée en 1864, son chantier ayant employé jusqu'à 500 ouvriers. Cette route n'est qu'un chemin jusque dans les années 1930, lorsque de nombreux routes et chemins sont intégrés dans le réseau national ; ainsi la route nationale 618 intègre la route thermale allant d’Argelès-sur-Mer à Saint-Jean-de-Luz en passant par le col d'Aubisque.

## Tourisme
On trouve deux restaurants près du col d'Aubisque, le premier est l'hôtel des Crêtes blanches entre Gourette et le col, établissement placé dans un virage et construit en 1950, qui perdit son toit de 30 tonnes lors de la première tempête. Le second est le bar-brasserie 1709, au col. Ils sont ouverts tout l'été ; les Crêtes blanches est ouvert toute l'année.
Le col est un lieu de tourisme estival important, surtout pour les cyclistes amateurs. On y trouve une stèle à la mémoire de Lucien Buysse et des sculptures géantes de vélos aux couleurs du Tour de France (un jaune, un blanc à pois rouges, un vert).

### Sports d'hiver
De nos jours, c'est un point de départ d'excursions et un centre de sports d'hiver. Il est proche de la station de Gourette.

### Course pédestre
La montée de l'Aubisque est une course de montagne annuelle se déroulant à la fin du mois d'août avec 18,7 km et 1 204 m de dénivelé depuis Laruns. Elle figurait en 2009 au programme de la coupe de France de courses de montagne. Contrairement aux autres courses de cette catégorie, elle est entièrement bitumée.

### Cyclisme

#### Tour de France

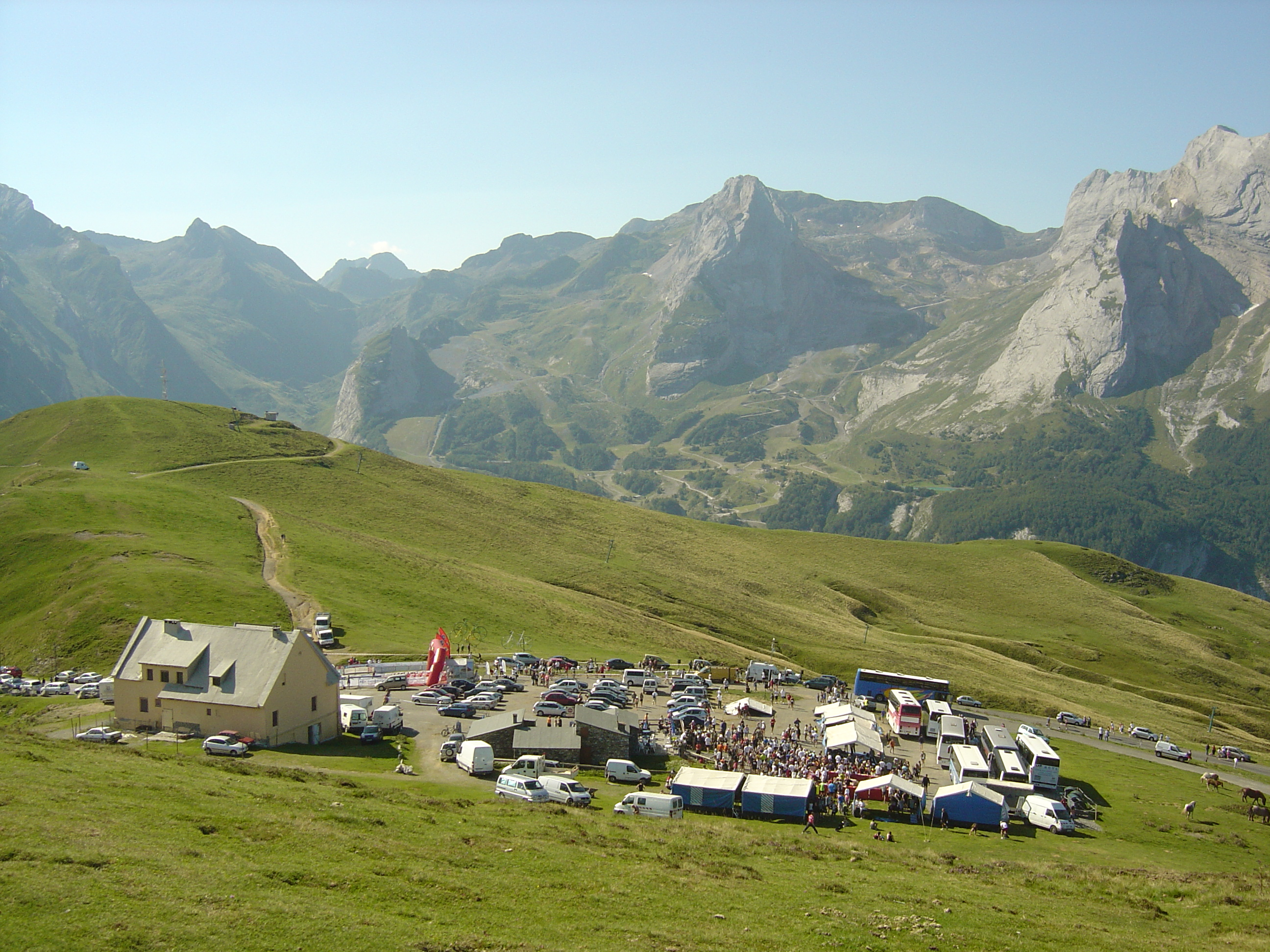
Le col d'Aubisque le jour de la montée pédestre.

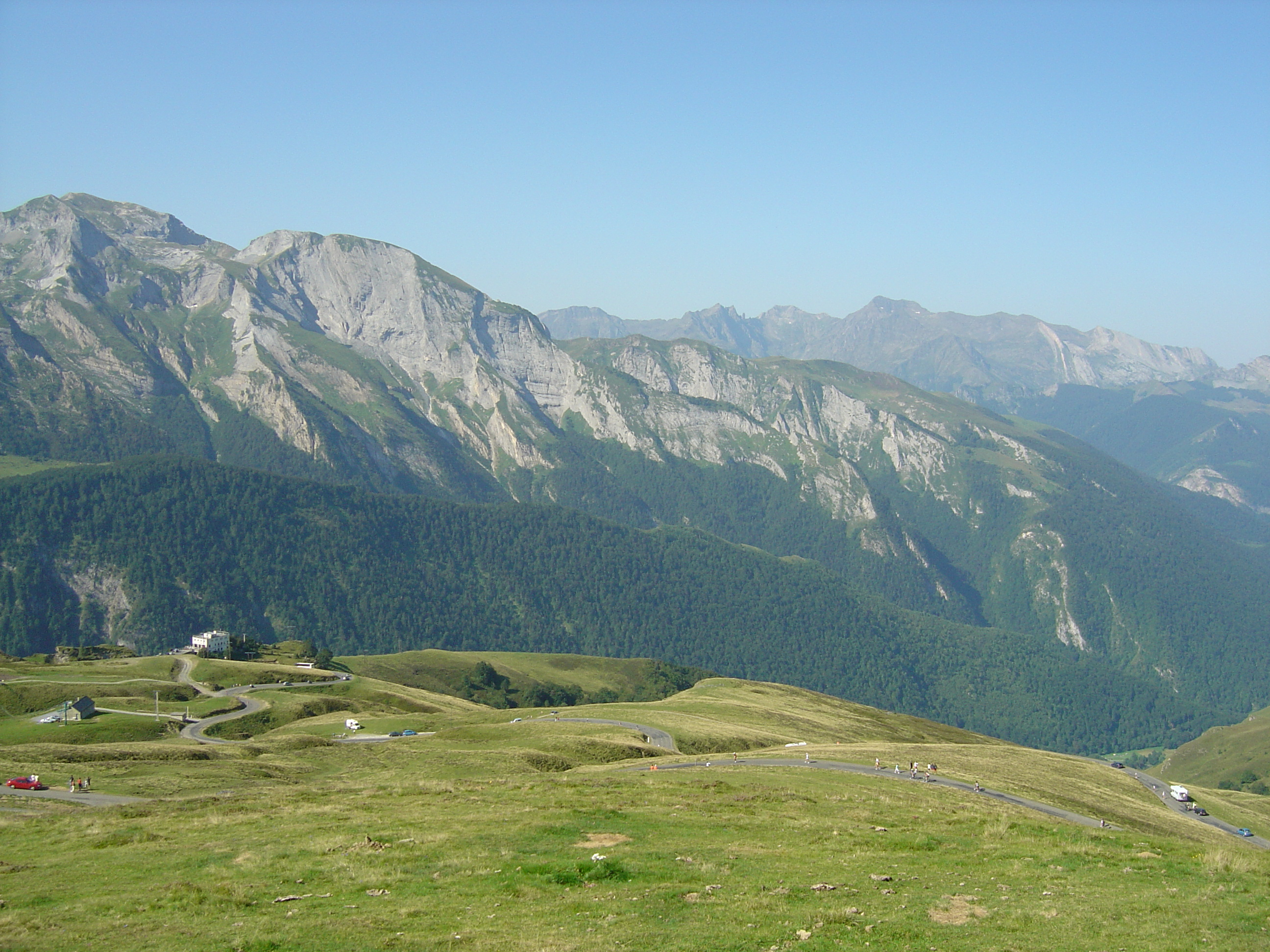
Les deux derniers kilomètres de la route du col d'Aubisque grimpé depuis le versant ouest et l'hôtel des Crêtes Blanches en bas à gauche.

Le col d'Aubisque fait partie intégrante de la « légende du Tour ». Alors que les organisateurs des premiers tours n'osaient pas aborder la haute montagne, le pas est franchi en 1910 avec la première grande étape pyrénéenne.
Depuis, le Tour de France l'a franchi à 74 reprises, soit plus d'une année sur deux,. Le col d'Aubisque a d'ailleurs été systématiquement emprunté par le Tour entre 1910 et 1958. Le col est toujours classé hors catégorie depuis 2002 quel que soit le versant, bien qu'il ait bénéficié de cette classification dès 1980 (mais pas à chaque fois : les versants par le col du Soulor étant plus faciles, l'Aubisque était classé en 1re ou 2e catégorie).
Le col fut le point d'arrivée de la 16e étape du Tour de France 2007 qui a eu lieu le 25 juillet. Le parcours de 218 kilomètres reliait Orthez à Gourette - Col d'Aubisque. Mickael Rasmussen (Rabobank) s'est imposé au col devant Levi Leipheimer et Alberto Contador (tous deux chez Discovery Channel) avant d'être exclu par sa propre équipe, le soir même de sa victoire. Le col d'Aubisque avait servi une première fois d'arrivée au sommet en 1985.
- 1910 : François Lafourcade  France
- 1911 : Maurice Brocco  France
- 1912 : Louis Mottiat  Belgique et Eugène Christophe  France
- 1913 : Eugène Christophe  France
- 1914 : Oscar Egg  Suisse et Henri Pélissier  France
- 1919 : Luigi Lucotti  Italie
- 1920 : Firmin Lambot  Belgique
- 1921 : Léon Scieur  Belgique et Luigi Lucotti  Italie
- 1923 : Robert Jacquinot, Jean Alavoine  France et Ottavio Bottecchia  Italie
- 1924 : Ottavio Bottecchia  Italie
- 1925 : Ottavio Bottecchia  Italie
- 1926 : Lucien Buysse  Belgique
- 1927 : Michele Gordini  Italie
- 1928 : Camille Van de Casteele  Belgique
- 1929 : Lucien Buysse  Belgique
- 1930 : Benoît Faure  France
- 1931 : Alfons Schepers  Belgique
- 1932 : Vicente Trueba  Espagne
- 1933 : Vicente Trueba  Espagne
- 1934 : René Vietto  France
- 1935 : Ambrogio Morelli  Italie
- 1936 : Sylvère Maes  Belgique
- 1937 : Mario Vicini  Italie
- 1938 : Gino Bartali  Italie
- 1939 : Edward Vissers  Belgique
- 1947 : Jean Robic  France
- 1948 : Bernard Gauthier  France
- 1949 : Fausto Coppi  Italie
- 1950 : Jean Robic  France
- 1951 : Raphaël Géminiani  France
- 1952 : Fausto Coppi  Italie
- 1953 : Jesús Loroño  Espagne
- 1954 : Federico Bahamontes  Espagne
- 1955 : Charly Gaul  Luxembourg
- 1956 : Valentin Huot  France
- 1957 : Jean Dotto  France
- 1958 : Federico Bahamontes  Espagne
- 1960 : Graziano Battistini  Italie
- 1961 : Eddy Pauwels  Belgique
- 1963 : Federico Bahamontes  Espagne
- 1964 : Federico Bahamontes  Espagne
- 1965 : Julio Jiménez  Espagne
- 1966 : Tommaso De Pra  Italie
- 1967 : Jean-Claude Theillière  France
- 1968 : Julio Jiménez  Espagne
- 1969 : Eddy Merckx  Belgique
- 1970 : Raymond Delisle  France
- 1971 : Bernard Labourdette  France
- 1972 : Wilfried David  Belgique
- 1976 : Wladimiro Panizza  Italie
- 1977 : Hennie Kuiper  Pays-Bas
- 1980 : Maurice Le Guilloux  France
- 1982 : Beat Breu  Suisse
- 1983 : Lucien Van Impe  Belgique
- 1985 (1) : Stephen Roche  Irlande
- 1985 (2) : Reynel Montoya  Colombie
- 1987 : Thierry Claveyrolat  France
- 1989 : Miguel Indurain  Espagne
- 1990 : Óscar de Jesús Vargas  Colombie
- 1991 : Guido Winterberg  Suisse
- 1993 : Claudio Chiappucci  Italie
- 1995 : étape neutralisée
- 1996 : Neil Stephens  Australie
- 1998 : Cédric Vasseur  France
- 1999 : Alberto Elli  Italie
- 2000 : Javier Otxoa  Espagne
- 2002 : Laurent Jalabert  France
- 2005 : Cadel Evans  Australie
- 2007 : Michael Rasmussen  Danemark
- 2010 : Christophe Moreau  France
- 2011 : Jérémy Roy  France
- 2012 : Thomas Voeckler  France
- 2018 : Rafał Majka  Pologne
- 2022 : Giulio Ciccone  Italie

#### Tour d'Espagne
Lors de la 14e étape du Tour d'Espagne 2016, sur un parcours de 195,6 kilomètres reliant Urdazubi au col d'Aubisque, Robert Gesink s'imposait au sommet devant Kenny Elissonde au terme d'une échappée. Le col classé Hors catégorie a été grimpé depuis Laruns. Quant à Simon Yates, son attaque dans l'avant-dernier col lui permit de passer de la 7e à la 4e place au classement général. Une nouvelle ascension du col d'Aubisque fut programmée lors de la 6e étape de la Vuelta 2020 mais le passage de ce col fut annulé et l'étape modifiée en raison de l'interdiction du passage en France à la suite de la recrudescence de la pandémie de COVID-19. Le col est programmé sur le parcours de la 13e étape du Tour d'Espagne 2023 : l'Australien Michael Storer le franchit en tête.

#### Courses amateurs
De nombreuses courses cyclosportives passent par le col d'Aubisque. Depuis 1993, l'Étape du Tour permet aux amateurs de courir sur le parcours officiel d'une étape du Tour de France : elle est passée par le col d'Aubisque en 2012 sur l'étape Pau - Bagnères de Luchon.

#### Profil de l'ascension
L’ascension du col d’Aubisque par le versant ouest débute à Laruns après avoir franchi la rivière du Gave d’Ossau. Dans les quatre premiers kilomètres jusqu’à Eaux-Bonnes (720 m), la pente est proche de 5 % de moyenne. Mais à la sortie des Eaux-Bonnes, on trouve un court passage assez raide entre deux maisons. Et si le kilomètre qui suit est à 4 % de moyenne, il faut passer plus loin, 2 km environ après la station thermale un court passage à 13 % après un pont qui annonce une suite nettement plus difficile. En effet, entre les pare-avalanches et Gourette, on trouve des portions à 10 %. Arrivé à Gourette (1 350 m), il reste 4,5 km kilomètres à parcourir sur une route avec des pourcentages proches de 8,5 %. La partie qui sépare Gourette de l’hôtel des Crêtes Blanches est une route en balcon permettant de découvrir la station et le pic de Ger.
Il est également possible de le grimper par le cirque du Litor sur le versant Est après avoir monté préalablement le col du Soulor. Après avoir effectué une courte descente de près de 2,5 km depuis ce col, s'engage une route où il reste 7,5 km environ. Si le début est facile, proche de 3,5 % de pente, les 3,5 ultimes kilomètres sont plus difficiles, avec un pourcentage qui avoisine les 7 %.

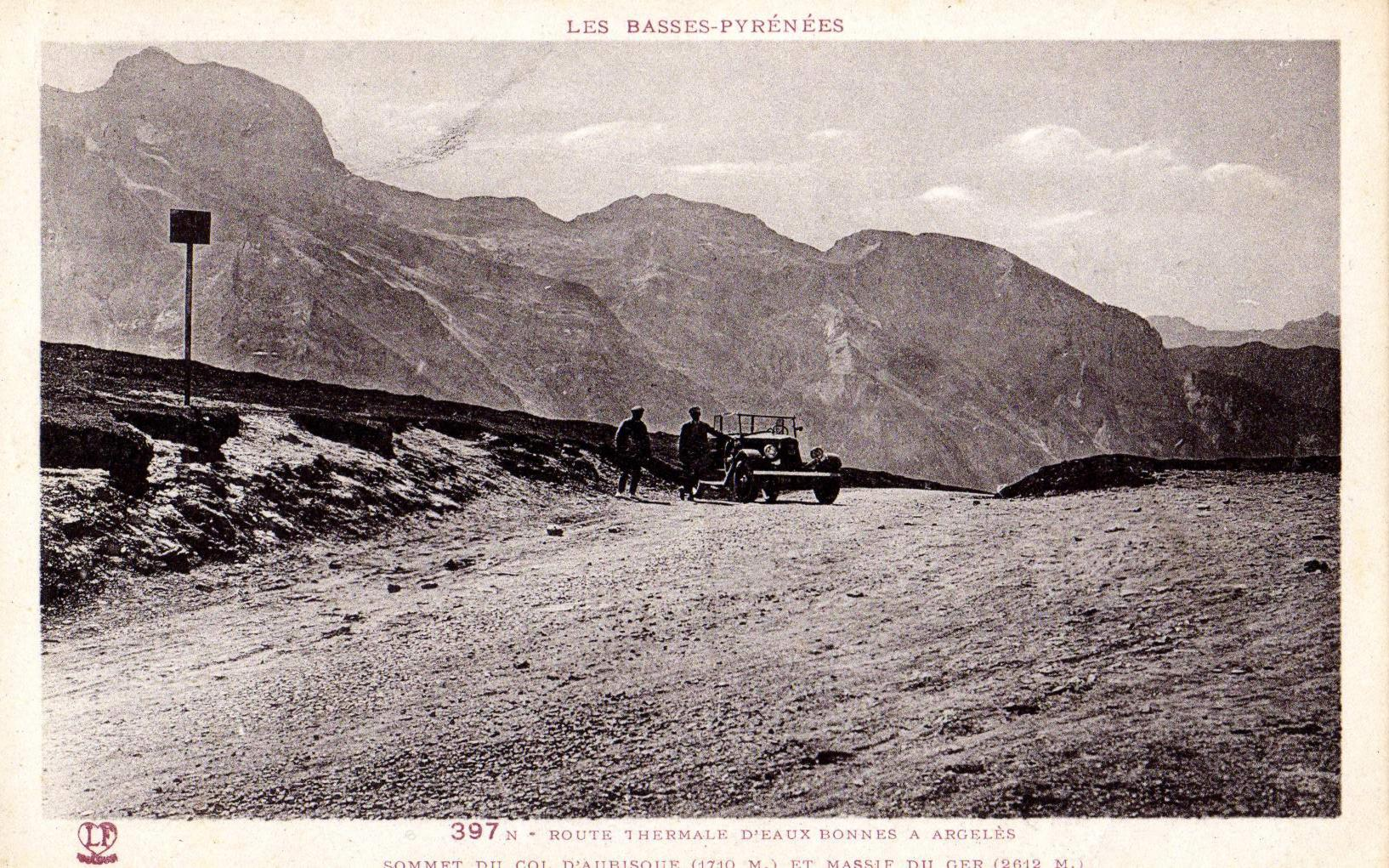
La route thermale au col d'Aubisque en 1910.
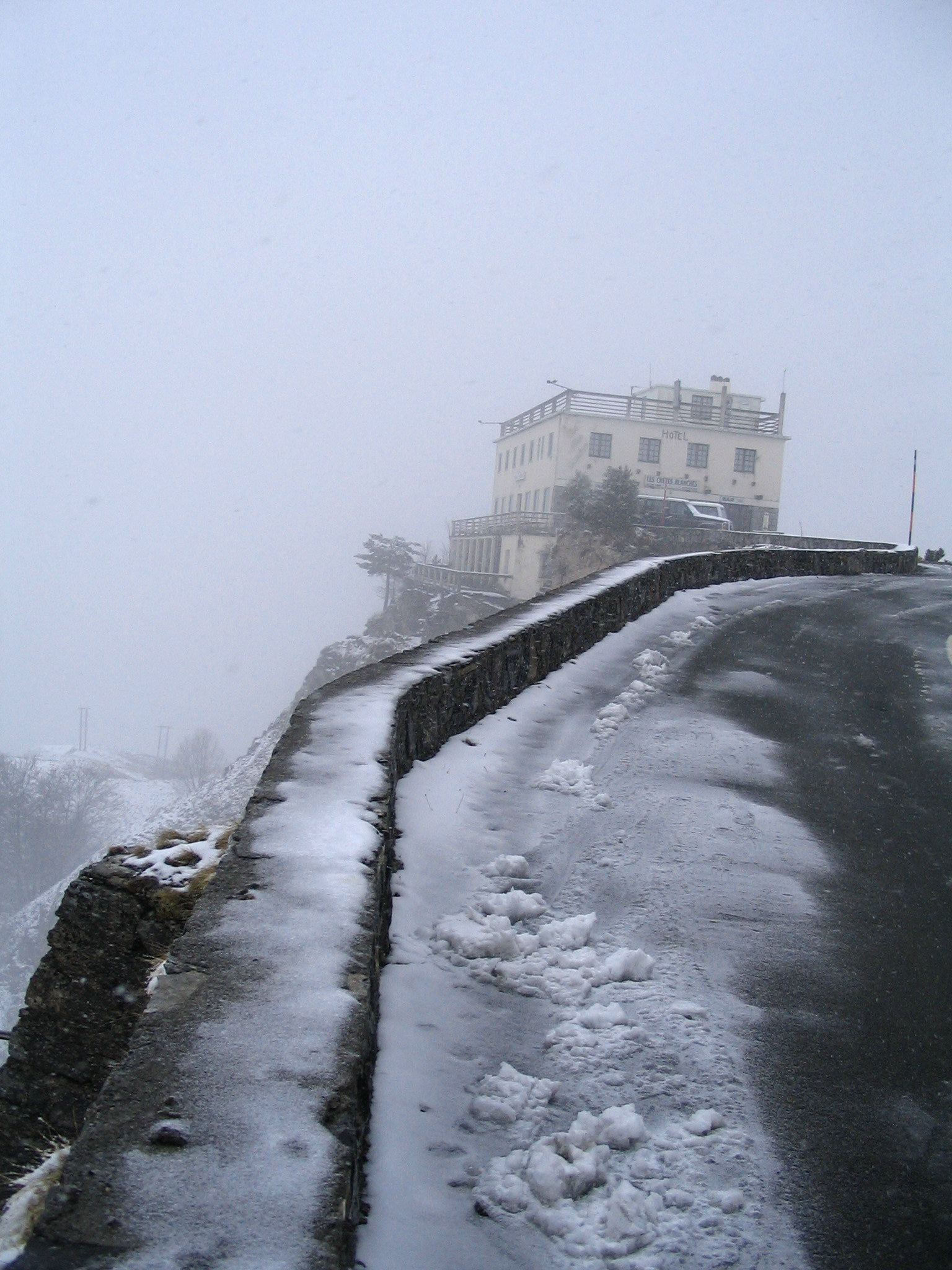
L'hôtel des Crêtes Blanches
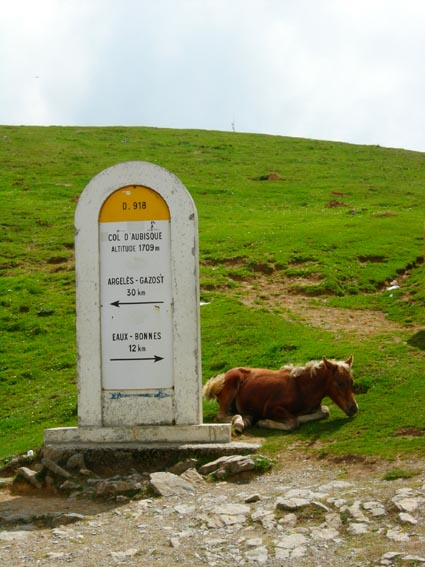
Borne kilométrique au col, en septembre.
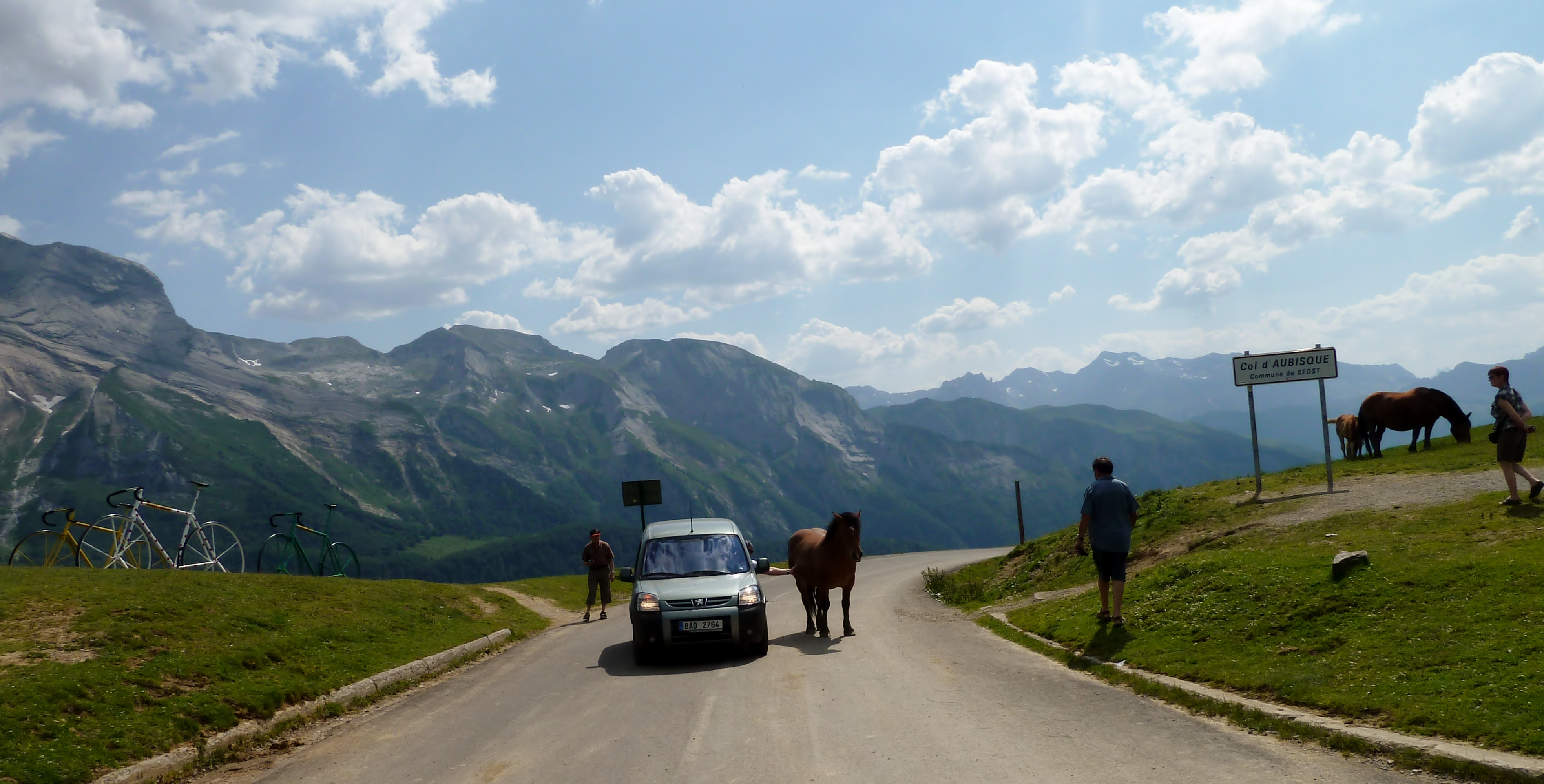
Vélos décoratifs et chevaux en liberté.

## La légende de Clara la Dame au Châle

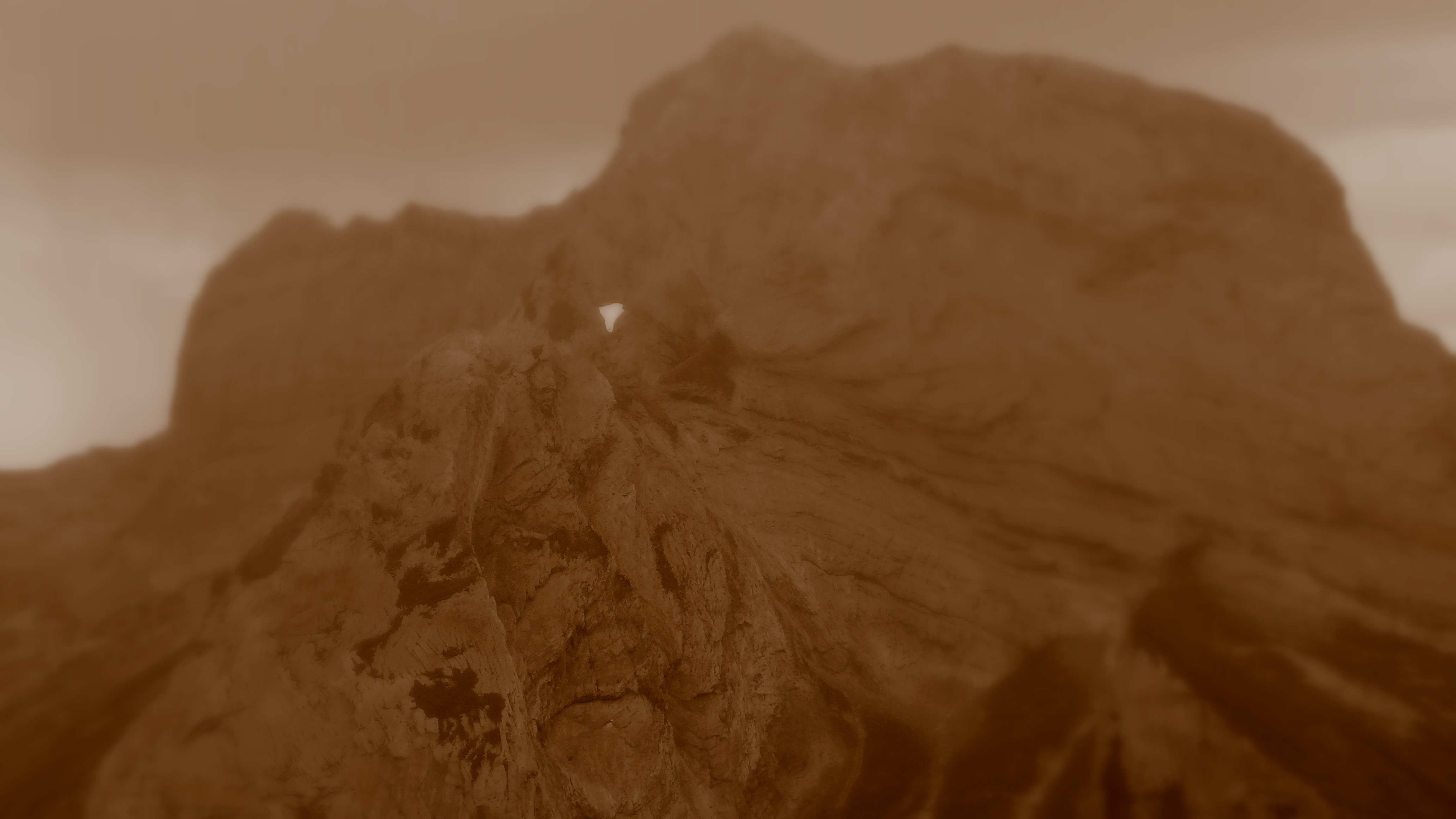
Pic de Ger et la dame au châle.

Il se dit dans la zone pastorale, et de passage par le col d'Aubisque, qu'une très vieille dame, dénommée Clara, fut surprise à plus de deux mille mètres d'altitude par le froid et la neige. Simplement couverte d'un châle épais et marchant d'un bâton, elle fut surprise par un ours également désemparé. De peur elle lui jeta si fort son bâton qu'elle transperça le pic de Ger à près de 2 500 mètres d'altitude. L'ours apeuré pris la poudre d'escampette. Ce moment d'histoire locale, sans doute empreint de réalité non sourcée, est toujours gravé dans la pierre. En effet, sous le sommet du pic de Ger, le trou subsiste toujours et en son contrebas le visage de la dame avec son châle et les lèvres toutes gercées par le froid.